# The Adventures of Ozzie and Harriet
Production
Diffusion
The Adventures of Ozzie and Harriet est une sitcom américaine en 435 épisodes d'environ 25 minutes, dont 409 en noir et blanc et 26 en couleurs (la dernière saison), créée par Ozzie Nelson et diffusée entre le 3 octobre 1952 et le 23 avril 1966 sur le réseau ABC.
Cette série est inédite dans tous les pays francophones.

## Synopsis
La série est centrée sur la famille Nelson, considérée comme la famille idéale des années 1950. La série a recueilli de bonnes audiences.

## Distribution
- Ozzie Nelson : Ozzie
- Harriet Hilliard : Harriet
- David Nelson : David Nelson
- Ricky Nelson : Ricky Nelson
- Jack Wagner : Jack (114 épisodes, 1952-1966)
- Skip Young (en) : Wally (112 épisodes, 1956-1966)
- Don DeFore : Thorny (107 épisodes, 1952-1957)
- Lyle Talbot : Joe Randolph (89 épisodes, 1955-1966)
- Constance Harper : Miss Edwards (75 épisodes, 1958-1966)
- Joe Byrne : Joe (73 épisodes, 1956-1966)
- Mary Jane Croft : Clara Randolph (73 épisodes, 1955-1966)
- Frank Cady : Doc Williams (71 épisodes, 1953-1964)
- Parley Baer : Darby (62 épisodes, 1953-1965)
- Sally Hughes : Sally (52 épisodes, 1956-1964)
- Charlene Salerno : Ginger (36 épisodes, 1960-1965)
- James Stacy : Fred (35 épisodes, 1956-1964)
- Kristin Harmon : Kris (29 épisodes, 1963-1966)
- Ben Bennett : Clerk (28 épisodes, 1961-1966)
- June Blair (en) : June Nelson (28 épisodes, 1960-1966)

## Spin-off
En septembre 1972, soit sept ans après la fin de cette série, le pilote d'une série dérivée Ozzie's Girls (en) est diffusée en syndication. 24 épisodes ont été diffusés régulièrement à partir de janvier 1973. Elle met en vedette Ozzie et Harriet, mais aussi Brenda Sykes et Susan Sennett dans le rôle de collégiennes qui louent les chambres des garçons qui ont quitté la maison familiale.